# Шандорфалва
Шандорфалва (мађ. Sándorfalva) је град у Мађарској, у јужном делу државе. Шандорфалва управо припада Сегединском срезу Чонградско-Чанадске жупаније, са седиштем у Сегедину.

## Природне одлике
Насеље Шандорфалва налази у јужном делу Мађарске, близу Сегедина, чије је северно предграђе.
Подручје око насеља је равничарско (Панонска низија), приближне надморске висине око 80 м. Источно од насеља протиче Тиса.

## Историја
У поплавама, из марта 1879. године, становницима уништених села из околине Алђа гроф Шандор Палавичини је поделио 597 парцела за насељавање без надокнаде. Ово је био заметак данашњег насеља.
Мали део поплавом пострадалог становништва је то искористило. Већина је остала где је раније била или се одселила у друге крајеве, између осталих места и у Скореновац у јужном Банату. Погодност насељавања су искористили стотињак становника из околних места.
Током 1950-их и 1960-их је, поред старог насеља, почео да ниче нови и напредан град, које се током овог раздобља најбрже развио од свих насеља у целом Сегединском срезу.

## Становништво
Према подацима из 2013. године Шандорфалва је имала 7.918 становника. Последњих година број становника расте.
Претежно становништво у насељу су Мађари римокатоличке вероисповести. Остало су махом Цигани.

## Привреда
Шандорфалва је данас позната по сеоском туризму, а главна грана су му салаши. Најпознатији су на Чузди дужи (мађ:Csúzdi dűlő).

## Насеља-побратими
Шандорфалва је град-побратим са војвођанским селом Мужља.